# پی‌بی‌بی
پی‌بی‌بی (انگلیسی: Deutsche Pfandbriefbank) یک شرکت خدمات مالی و بانکداری آلمانی است؛ که در سال ۲۰۰۸ تأسیس شد.